# Virginia Bottomley

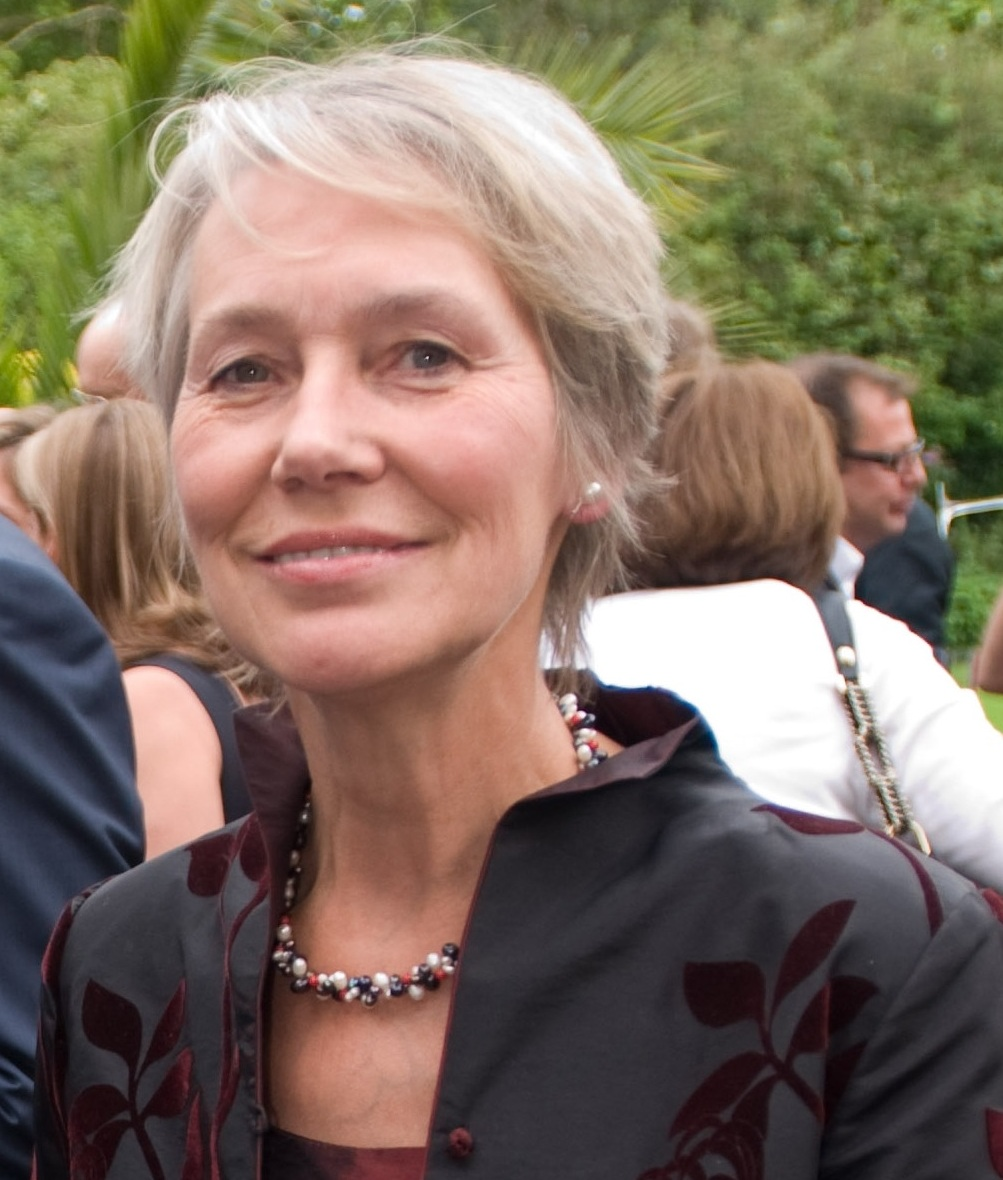
Virginia Bottomley

Virginia Hilda Brunette Maxwell Bottomley, född Garnett 12 mars 1948 i Dunoon, Argyll and Bute, är en brittisk konservativ politiker, liksom hennes man Peter Bottomley. Hon var parlamentsledamot för valkretsen South West Surrey 1984-2005, och utnämndes därefter till medlem av överhuset.
Hon har läst vid University of Essex och London School of Economics. Hon har arbetat som socialarbetare. Hon kom in i parlamentet 1984 och blev 1988 vice miljöminister. 1992 blev hon hälsominister, en post hon höll till 1995 då hon blev kulturminister, vilket hon var fram till valförlusten 1997.